# Jordi Roche i Puigdevall
Jordi Roche i Puigdevall (Girona, Gironès, 16 de setembre de 1974) és un empresari i dirigent de futbol català. Fou President del Girona Futbol Club (2001-05) i de la Federació Catalana de Futbol (2005-08).
A finals del 2020 es va especular amb la seva possible presentació de candidatura a les XIV eleccions a la presidència del Futbol Club Barcelona, tot i que finalment no s'hi va presentar.